# شلاق و بدن
شلاق و بدن (ایتالیایی: La frusta e il corpo) یک فیلم ترسناک گوتیک به کارگردانی ماریو باوا محصول سال ۱۹۶۳ است.

## بازیگران
- دالیا لاوی
- کریستوفر لی
- ایدا گالی
- تونی کندال
- ژاک هرلین
- لوچانو پیگوتسی
- هریت وایت